# 海南镰扁豆
海南镰扁豆（学名：Dolichos thorelii）为豆科扁豆屬下的一个种。